# Luciano Burti
Luciano Burti Pucci (San Paolo, 5 marzo 1975) è un ex pilota automobilistico brasiliano di origini italiane, che ha corso in Formula 1 con le scuderie Jaguar e Prost.

## Carriera

### Le formule minori
Dopo aver iniziato la propria carriera nei kart in Brasile, nel 1996 si trasferì in Regno Unito per disputare il campionato di Formula Vauxhall Junior, che concluse al terzo posto. L'anno successivo si impose nel campionato di Formula Vauxhall e, nel 1998, Burti prese parte per la prima volta al campionato di F3 inglese, terminando il campionato terzo. La Stewart gli offrì un test, suscitando buone impressioni, tanto da essere ingaggiato come tester. Continuò nel ruolo di collaudatore anche l'anno seguente, che lo continuò a vedere impegnato nel campionato inglese di Formula 3, terminato al secondo posto.

### Formula 1
Rimasto come tester anche dopo la vendita della Stewart alla Jaguar, ebbe occasione di debuttare in Formula 1 nel Gran Premio d'Austria del 2000, in sostituzione di Eddie Irvine. Quella fu l'unica gara disputata nella stagione, conclusa poi in undicesima posizione, ma il brasiliano ben figurò e guadagnò ulteriore fiducia da parte della sua squadra. Nella seconda parte del campionato svolse inoltre un maggior numero di prove sulla monoposto in qualità di collaudatore al fine di accumulare esperienza.
Nel 2001 Burti venne promosso titolare in Jaguar, per sostituire il ritirato Johnny Herbert, ma vi rimase solo per le prime quattro gare, ottenendo come miglior risultato un ottavo posto in Australia. Decise poi di rescindere il proprio contratto per passare in Prost al posto di Gastón Mazzacane, che non stava ottenendo prestazioni soddisfacenti, complice anche la scelta della Jaguar di mettere sotto contratto Pedro de la Rosa come pilota ufficiale per la stagione successiva al suo posto. Nelle prime gare con il team francese, Burti non sfigurò riuscendo a battere in qualifica l'esperto Jean Alesi in alcune occasioni, ma non riuscì a conquistare punti e fu protagonista di due incidenti spettacolari. Il primo avvenne sulla pista di Hockenheim: Burti, partito nelle ultime file dello schieramento, poco dopo il via della gara tamponò violentemente la Ferrari di Michael Schumacher, che procedeva lentamente a causa di un guasto meccanico: la sua vettura decollò, si girò a mezz'aria e ricadde pesantemente in mezzo alla pista, urtando la vettura di Bernoldi. Sia Burti che Schumacher uscirono comunque completamente illesi dalla carambola e presero il via alla seconda partenza.
Il secondo incidente capitò due settimane più tardi, al Gran Premio del Belgio, a Spa-Francorchamps: al quinto giro, Burti, in lotta con Irvine, tentò un sorpasso ai danni del nordirlandese alla curva Blanchimont. Quest'ultimo, non credendo possibile un attacco del brasiliano in quel punto della pista, chiuse la traiettoria arrivando al contatto con il pilota della Prost, che perse l'alettone e non fu più in grado di controllare la propria vettura, schiantandosi a 250 chilometri orari contro le barriere di protezione. La sua monoposto venne distrutta quasi completamente, ad eccezione dell'abitacolo, ma Burti riportò solamente una commozione cerebrale. Le conseguenze furono quindi meno gravi del previsto, però la carriera di Burti in Formula 1 terminò in quel momento.
Ormai senza un volante, venne ingaggiato come collaudatore dalla Ferrari, grazie anche all'influenza del connazionale Rubens Barrichello.

### Stock cars
A partire dal 2005, però Burti ha lasciato la Formula 1 ed è tornato in Brasile per gareggiare nelle Brazilian Stock Car V8. Nel 2006 con la Williams, prese parte ad alcune esibizioni in Sud America al volante di una FW28. Continuò poi a correre nella Brazilian Stock Car V8 dove è stato impegnato fino alla stagione 2018.
Attualmente è commentatore delle gare di Formula 1 per la televisione brasiliana Rede Globo.

## Risultati in Formula 1
| 2000 | Scuderia | Vettura |  |  |  |  |  |  |  |  |  |    |  |  |  |  |  |  |  | Punti | Pos. |
| ---- | -------- | ------- |  |  |  |  |  |  |  |  |  | -- |  |  |  |  |  |  |  | ----- | ---- |
| 2000 | Jaguar   | R1      |  |  |  |  |  |  |  |  |  | 11 |  |  |  |  |  |  |  | 0     | 23º  |

| 2001 | Scuderia       | Vettura   |   |    |     |    |    |    |     |   |    |    |     |     |     |    |  |  |  | Punti | Pos. |
| ---- | -------------- | --------- | - | -- | --- | -- | -- | -- | --- | - | -- | -- | --- | --- | --- | -- |  |  |  | ----- | ---- |
| 2001 | Jaguar e Prost | R2 e AP04 | 8 | 10 | Rit | 11 | 11 | 11 | Rit | 8 | 12 | 10 | Rit | Rit | Rit | NP |  |  |  | 0     | 20º  |

| Legenda | 1º posto     | 2º posto | 3º posto    | A punti         | Senza punti/Non class.  | Grassetto – Pole position Corsivo – Giro più veloce |
| Legenda | Squalificato | Ritirato | Non partito | Non qualificato | Solo prove/Terzo pilota | Grassetto – Pole position Corsivo – Giro più veloce |